# Zofia (żona Justyna II)
Zofia (ur. ok. 530, zm. ok. 601) – cesarzowa bizantyńska, żona Justyna II

## Życiorys
Jej rodzicami byli Komito i Sittas. Była siostrzenicą cesarzowej Tedory. Cesarzowa była inicjatorką małżeństwa Zofii z siostrzeńcem Justyniana I Wielkiego - Justynem II. W chwili wstąpienia Justyna II na tron została cesarzową. Zofia wywierała dosyć spory wpływ na politykę finansową swojego męża. Jej mąż cierpiał na chorobę psychiczną. Zofia przejęła wtedy rządy regencyjne. Justyn II panował jedynie nominalne. Udało się jej zawrzeć rozejm z Persją i mianować cezarem Tyberiusza II Konstantyna. Po śmierci Justyna II (578) lud zebrany na hipodromie chciał zmusić Tyberiusza II do ożenku z owdowiałą Zofią. Tyberiusz miał jednak żonę – Anastazję. Zofia na darmo czekała na rozwód imperatora. Zachowała nadal pewne wpływy. Ostatnia źródłowa wzmianka o niej pochodzi z Wielkanocy 601 roku. Zofia i Justyn II mieli następujące dzieci: 
- Justusa (zm. przed 565)
- Arabię, która poślubiła kuropalatesa Baduariusa. Jej mąż zmarł około 576 roku broniąc bizantyńkiej Italii przed Longobardami. Mieli córkę Firminę, której los jest nieznany.